# Bors (bulvárlap)
A Bors egy Magyarországon kiadott naponta megjelenő kormányközeli bulvárlap, amely a Mediaworks Hungary Zrt. tulajdonát képezi.

## Története

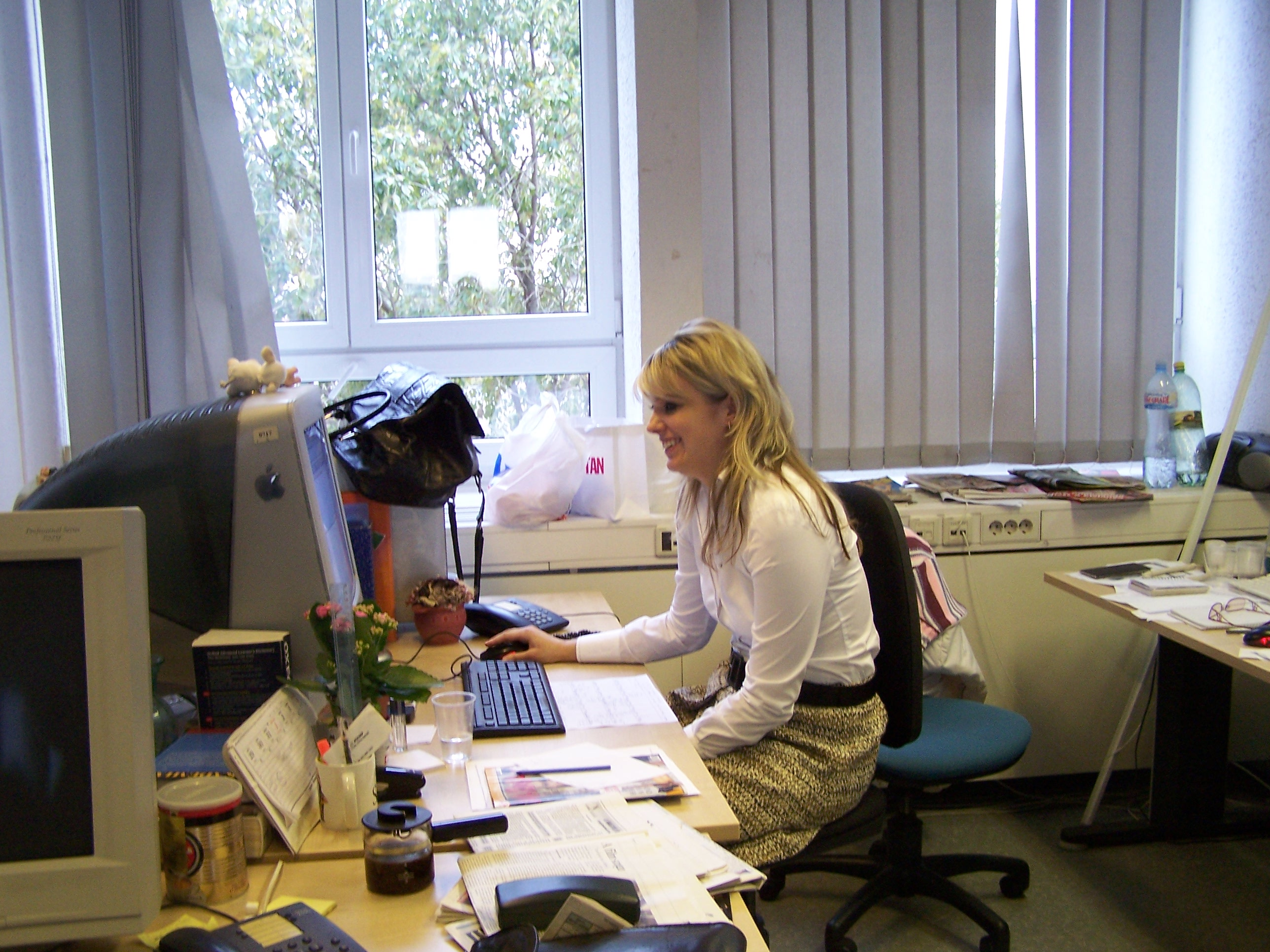
Egy szerkesztő munka közben

A Bors elődjének a legelső mai értelemben vett bulvárlap, az 1989 februárjában megjelenő Mai Nap tekinthető. A lapot 2001. február 19-én felvásárolta a Ringier Kiadó Kft., és egyesítve az  egyébként konkurens Blikkel rövid ideig (2001. február 19. - 2001. április 22.) új bulvárlapot adott ki Mai Blikk néven. A Ringier azonban csak a lap nevét tudta megvásárolni.
A Mai Nap újságírói alig három hét alatt új lapot jelentettek meg Színes Mai Lap néven a Híd Rádió Rt. kiadásában. (főszerkesztők: Riskó Géza, L. Kelemen Gábor majd Pallagi Ferenc) A Ringier Kft. és a Híd Rádió Rt. között hosszas védjegyper alakult ki, annak okán, hogy a Színes Mai Lap név túlságosan összecseng a konkurens Mai Nap címmel. (A Ringier újra megjelentette a Mai Napot, amelyet 2002-2004 között bérbe adott egy új sajtócégnek, a Som-Média Rt.-nek.) A Fővárosi Bíróság határozatában névváltásra kötelezte a Színes Mai Lapot. Így 2004. október 27-étől Színes Bulvár Lap címen jelent meg a napilap. Végül 2007. május 29-én ismételt névváltoztatás után jött létre a Bors.
Névváltozások időrendben
- Mai Nap (1989. február – 2001. február 18.) - Marquard Kiadó
- Színes Mai Lap (2001. március 9. – 2004. október 26.) - Híd Rádió Rt. Kiadó
- Színes Bulvár Lap (2004. október 27 – 2007. május 28.) - Híd Rádió Rt. Kiadó
- Bors (2007. május 29.) - Híd Rádió Zrt. Kiadó

## Általános jellemzők
A naponta 24 oldalon, minden nap melléklettel megjelenő újságban Politika, Színes világ, Színes tippek, Fotó és Sport rovatok találhatók. A lap munkatársainak összlétszáma körülbelül hetven fő, a szerkesztőség 40-45 újságíróból áll. A Bors 2015-ben átlagosan 68–70 000 példányban fogy el naponta. Ez 17 000-re csökkent 2024-re.
A lap bevételének 80%-a a lap árából, 20%-a reklámokból származik.
Eddigi főszerkesztők
- 2001 – 2005: L. Kelemen Gábor, Riskó Géza
- 2005 – 2016: Pallagi Ferenc
- 2017-től: Szekeres Tamás
- 2017 – 2021 Kovács Vince
- 2021 – 2023 Kövess László (általános print főszerkesztő-helyettes),
- 2023 – Végh László főszerkesztő[2]

A napilap előfizetéssel, vásárlással és online formában is elérhető az olvasók számára. Az előfizetők száma – mint a bulvárlapoknál általában – minimális. A lap a Lapker terjesztési rendszerén keresztül jut el körülbelül 8500 ezer árushoz. 70 ezerből mintegy 5 ezret előfizetés útján, 65 ezret újságos standnál, benzinkúton, bevásárlóközpontban vesznek meg. Az internetes verziónál a napi 75 ezer látogató az átlag (forrás: DKT közönségmérés Archiválva 2015. június 22-i dátummal a Wayback Machine-ben). Ez abban különbözik leginkább a nyomtatott kiadástól, hogy saját anyagokból is dolgozik, ezért tartalmilag körülbelül 20%-ban eltér tőle. A Bors olvasói tábora – bulvárlap lévén – jellemzően a 30-60 éves korosztályba tartozik, középfokú végzettségűek, 61 százalékuk budapesti és Pest megyei. A nők enyhe túlsúlyban vannak. A Bors olvasók nettó háztartásonkénti jövedelme (180 ezer Ft) az országos átlaghoz képest magasabb.